# Монтичели (Парма)
Монтичели је насеље у Италији у округу Парма, региону Емилија-Ромања.
Према процени из 2011. у насељу је живело 69 становника. Насеље се налази на надморској висини од 643 м.